# Sportclub Preußen 06 Münster 2020-2021
Questa voce raccoglie le informazioni riguardanti lo Sportclub Preußen 06 Münster nelle competizioni ufficiali della stagione 2020-2021.

## Stagione
Nella stagione 2020-2021 il Preussen Münster, allenato da Sascha Hildmann, concluse il campionato di Regionalliga ovest al 3º posto.

## Rosa
| N. |                      | Ruolo | Calciatore       |
| -- | -------------------- | ----- | ---------------- |
| 4  | Germania (bandiera)  | D     | Jannik Borgmann  |
| 5  | Germania (bandiera)  | D     | Julian Schauerte |
| 7  | Germania (bandiera)  | C     | Dennis Daube     |
| 8  | Germania (bandiera)  | C     | Jules Schwadorf  |
| 9  | Germania (bandiera)  | A     | Joel Grodowski   |
| 10 | Germania (bandiera)  | C     | Justin Möbius    |
| 11 | Germania (bandiera)  | C     | Naod Mekonnen    |
| 13 | Danimarca (bandiera) | A     | William Møller   |
| 14 | Germania (bandiera)  | C     | Joshua Holtby    |
| 15 | Germania (bandiera)  | D     | Simon Scherder   |
| 16 | Germania (bandiera)  | A     | Benedikt Zahn    |
| 17 | Turchia (bandiera)   | A     | Osman Atilgan    |
| 18 | Germania (bandiera)  | C     | Dominik Klann    |
| 19 | Germania (bandiera)  | P     | Steffen Westphal |

| N. |                     | Ruolo | Calciatore           |
| -- | ------------------- | ----- | -------------------- |
| 20 | Curaçao (bandiera)  | D     | Roshon van Eijma     |
| 21 | Germania (bandiera) | C     | Nicolai Remberg      |
| 22 | Turchia (bandiera)  | D     | Okan Erdogan         |
| 23 | Germania (bandiera) | D     | Alexander Langlitz   |
| 24 | Germania (bandiera) | P     | Marko Dedović        |
| 25 | Germania (bandiera) | A     | Gerrit Wegkamp       |
| 26 | Germania (bandiera) | A     | Deniz Bindemann      |
| 27 | Gambia (bandiera)   | C     | Ousman Touray        |
| 29 | Germania (bandiera) | D     | Lukas Frenkert       |
| 30 | Germania (bandiera) | D     | Marcel Hoffmeier     |
| 32 | Germania (bandiera) | C     | Gianluca Przondziono |
| 33 | Germania (bandiera) | D     | Niklas Heidemann     |
| 35 | Germania (bandiera) | P     | Max Schulze Niehues  |
| 38 | Germania (bandiera) | D     | Sven Rüschenschmidt  |

## Organigramma societario
Area tecnica
- Allenatore: Sascha Hildmann
- Allenatore in seconda: Louis Cordes
- Preparatore dei portieri: Milenko Gilić
- Preparatori atletici:
- Analisi video:

## Calciomercato

### Sessione estiva
| Acquisti | Acquisti             | Acquisti           | Acquisti |
| R.       | Nome                 | da                 | Modalità |
| -------- | -------------------- | ------------------ | -------- |
| A        | Benedikt Zahn        | Greuther Fürth II  |          |
| A        | Osman Atilgan        | Dinamo Dresda      |          |
| C        | Gianluca Przondziono | Sportfreunde Lotte |          |
| D        | Alexander Langlitz   | Sportfreunde Lotte |          |
| C        | Justin Möbius        | Karlsruhe          |          |
| P        | Marko Dedović        | Preußen Münster    |          |

| Cessioni | Cessioni           | Cessioni         | Cessioni |
| R.       | Nome               | a                | Modalità |
| -------- | ------------------ | ---------------- | -------- |
| A        | Marco Königs       | Wuppertal        |          |
| C        | Jan Löhmannsröben  | Hansa Rostock    |          |
| C        | Philipp Hoffmann   | Homburg          |          |
| C        | Heinz Mörschel     | Uerdingen 05     |          |
| C        | Lucas Cueto        | Viktoria Colonia |          |
| P        | Oliver Schnitzler  | Sonnenhof G.     |          |
| A        | Luca Schnellbacher | Elversberg       |          |
| C        | Fridolin Wagner    | Uerdingen 05     |          |
| C        | Nico Brandenburger | Fortuna Colonia  |          |
| D        | Alexander Rossipal | Sandhausen       |          |
| D        | Oliver Steurer     | Heidenheim       |          |

### Sessione invernale
| Acquisti | Acquisti       | Acquisti | Acquisti |
| R.       | Nome           | da       | Modalità |
| -------- | -------------- | -------- | -------- |
| A        | Gerrit Wegkamp | Zwickau  |          |

| Cessioni | Cessioni | Cessioni | Cessioni |
| R.       | Nome     | a        | Modalità |
| -------- | -------- | -------- | -------- |

## Risultati

### Regionalliga ovest

#### Girone di andata
| Arbitro: | Domnick |

|                   |           |               |
| Voorde 30’ (rig.) | Marcatori | 47’ Schwadorf |

| Arbitro: | Gottschalk |

|                                               |           |  |
| Scherder 15’, 64’ Schauerte 32’ Grodowski 61’ | Marcatori |  |

| Arbitro: | Koj |

|            |           |                          |
| Mizuta 76’ | Marcatori | 19’ Schauerte 30’ Touray |

| Arbitro: | Exuzidis |

|                          |           |                     |
| Scherder 7’ Langlitz 48’ | Marcatori | 90’ (rig.) Talarski |

| Arbitro: | Wollenweber |

|            |           |             |
| Königs 22’ | Marcatori | 89’ Remberg |

| Arbitro: | Engelmann |

|            |           |  |
| Møller 85’ | Marcatori |  |

| Arbitro: | Bramkamp |

|              |           |  |
| Lemperle 33’ | Marcatori |  |

| Arbitro: | Exner |

|                                                |           |           |
| Hoffmeier 3’ Holtby 42’ Grodowski 63’ Zahn 70’ | Marcatori | 16’ Demaj |

| Arbitro: | Visse |

|               |           |  |
| Engelmann 51’ | Marcatori |  |

| Arbitro: | Exuzidis |

|                          |           |           |
| Schauerte 22’ Holtby 27’ | Marcatori | 42’ Maier |

| Arbitro: | Windeln |

|           |           |                                |
| Kizil 62’ | Marcatori | 28’ Zahn 50’ (aut.) Tackie-Sai |

| 31 ottobre 2020 12ª giornata |  | – turno di riposo |  |  |

| Arbitro: | Scheer |

|                     |           |  |
| Bakir 6’ Pfanne 45’ | Marcatori |  |

| Arbitro: | Bramkamp |

|                      |           |  |
| Schwadorf 89’ (rig.) | Marcatori |  |

| Arbitro: | Benkhoff |

|  |           |                                                   |
|  | Marcatori | 8’ Atilgan 12’ (rig.), 81’ Langlitz 59’ Grodowski |

| Arbitro: | Ulankiewicz |

|                            |           |              |
| Grodowski 26’ Langlitz 42’ | Marcatori | 84’ Hagemann |

| Arbitro: | Windeln |

|                          |           |  |
| Prokoph 20’ Ubabuike 83’ | Marcatori |  |

| Münster 28 novembre 2020, ore 14:00 CET 18ª giornata | Preußen Münster | 0 – 0 referto | Wegberg-Beeck | Preußenstadion (0 spett.)\| Arbitro: \| Exuzidis \| |
| Arbitro:                                             | Exuzidis        |               |               |                                                     |

| Arbitro: | Fuchs |

|             |           |                      |
| Langlitz 5’ | Marcatori | 10’ Lieder 31’ Kraus |

| Arbitro: | Tietze |

|                          |           |  |
| Steinmetz 68’ Öztürk 77’ | Marcatori |  |

| Arbitro: | Domnick |

|              |           |            |
| Langlitz 12’ | Marcatori | 75’ Candan |

#### Girone di ritorno
| Arbitro: | Goldmann |

|                         |           |  |
| Wegkamp 52’ Remberg 76’ | Marcatori |  |

| Arbitro: | Severins |

|  |           |               |
|  | Marcatori | 63’ Schwadorf |

| Arbitro: | Bramkamp |

|                                 |           |            |
| Bindemann 26’ Langlitz 37’, 60’ | Marcatori | 17’ Kübler |

| Arbitro: | Dardenne |

|  |           |               |
|  | Marcatori | 52’ Grodowski |

| Arbitro: | Gansloweit |

|                                 |           |  |
| Wegkamp 17’ (rig.) Langlitz 54’ | Marcatori |  |

| Arbitro: | Habibi |

|           |           |                                                          |
| Rüter 80’ | Marcatori | 1’ Frenkert 40’ (rig.) Holtby 47’ Langlitz 90’ Grodowski |

| Arbitro: | Visse |

|                                         |           |                           |
| Langlitz 20’ Grodowski 90’ Frenkert 90’ | Marcatori | 27’, 52’ (rig.) Petermann |

| Arbitro: | Schütter |

|            |           |               |
| Lišnić 81’ | Marcatori | 70’ Schwadorf |

| Arbitro: | Ulankiewicz |

|             |           |  |
| Wegkamp 46’ | Marcatori |  |

| Arbitro: | Erk |

|          |           |                    |
| Zech 74’ | Marcatori | 37’ (rig.) Wegkamp |

| Arbitro: | Jäger |

|                 |           |            |
| Sarr 76’ (aut.) | Marcatori | 75’ Somuah |

| 3 aprile 2021 33ª giornata |  | – turno di riposo |  |  |

| Arbitro: | Domnick |

|             |           |             |
| Wegkamp 12’ | Marcatori | 9’ Finnsson |

| Arbitro: | Benkhoff |

|                             |           |                                                |
| Mai 11’ Holldack 76’ (rig.) | Marcatori | 37’ Bindemann 48’ (rig.) Wegkamp 78’ Grodowski |

| Arbitro: | Erk |

|                                          |           |  |
| Daube 35’ Remberg 53’ Bindemann 73’, 85’ | Marcatori |  |

| Arbitro: | Weller |

|                 |           |                                      |
| Siadas 21’, 62’ | Marcatori | 14’, 24’, 38’ Bindemann 69’ Langlitz |

| Arbitro: | Scheer |

|                                 |           |                     |
| Schauerte 19’ Borgmann 41’, 78’ | Marcatori | 2’ (aut.) Schauerte |

| Arbitro: | Gottschalk |

|                           |           |                    |
| Mandt 53’ Leersmacher 90’ | Marcatori | 85’ (rig.) Wegkamp |

| Arbitro: | Fuchs |

|                   |           |          |
| Benger 45’ (rig.) | Marcatori | 15’ Zahn |

| Arbitro: | Domnick |

|                                       |           |               |
| Wegkamp 7’ Frenkert 33’ Bindemann 72’ | Marcatori | 43’ Oubeyapwa |

| Arbitro: | Goldmann |

|                                     |           |                         |
| Kyerewaa 26’ Schuler 55’ Awassi 63’ | Marcatori | 28’ Scherder 59’ Möbius |

## Statistiche

### Statistiche di squadra
| Competizione | Punti | In casa | In casa | In casa | In casa | In casa | In casa | In trasferta | In trasferta | In trasferta | In trasferta | In trasferta | In trasferta | Totale | Totale | Totale | Totale | Totale | Totale | DR  |
| Competizione | Punti | G       | V       | N       | P       | Gf      | Gs      | G            | V            | N            | P            | Gf           | Gs           | G      | V      | N      | P      | Gf     | Gs     | DR  |
| ------------ | ----- | ------- | ------- | ------- | ------- | ------- | ------- | ------------ | ------------ | ------------ | ------------ | ------------ | ------------ | ------ | ------ | ------ | ------ | ------ | ------ | --- |
| Regionalliga | 78    | 20      | 15      | 4       | 1       | 41      | 14      | 20           | 8            | 5            | 7            | 29           | 25           | 40     | 23     | 9      | 8      | 70     | 39     | +31 |
| Totale       | 78    | 20      | 15      | 4       | 1       | 41      | 14      | 20           | 8            | 5            | 7            | 29           | 25           | 40     | 23     | 9      | 8      | 70     | 39     | +31 |

### Andamento in campionato
| Giornata  | 1 | 2 | 3 | 4 | 5 | 6 | 7 | 8 | 9 | 10 | 11 | 12 | 13 | 14 | 15 | 16 | 17 | 18 | 19 | 20 | 21 | 22 | 23 | 24 | 25 | 26 | 27 | 28 | 29 | 30 | 31 | 32 | 33 | 34 | 35 | 36 | 37 | 38 | 39 | 40 | 41 | 42 |
| --------- | - | - | - | - | - | - | - | - | - | -- | -- | -- | -- | -- | -- | -- | -- | -- | -- | -- | -- | -- | -- | -- | -- | -- | -- | -- | -- | -- | -- | -- | -- | -- | -- | -- | -- | -- | -- | -- | -- | -- |
| Luogo     | T | C | T | C | T | C | T | C | T | C  | T  |    | T  | C  | T  | C  | T  | C  | C  | T  | C  | C  | T  | C  | T  | C  | T  | C  | T  | C  | T  | C  |    | C  | T  | C  | T  | C  | T  | T  | C  | T  |
| Risultato | N | V | V | V | N | V | P | V | P | V  | V  |    | P  | V  | V  | V  | P  | N  | P  | P  | N  | V  | V  | V  | V  | V  | V  | V  | N  | V  | N  | N  |    | N  | V  | V  | V  | V  | P  | N  | V  | P  |
| Posizione | 9 | 4 | 4 | 3 | 4 | 4 | 6 | 1 | 5 | 4  | 3  | 3  | 5  | 4  | 4  | 3  | 4  | 3  | 4  | 4  | 5  | 4  | 4  | 4  | 3  | 3  | 3  | 3  | 3  | 3  | 3  | 3  | 3  | 3  | 3  | 3  | 3  | 3  | 3  | 3  | 3  | 3  |

Legenda:

Luogo: C = Casa; T = Trasferta. Risultato: V = Vittoria; N = Pareggio; P = Sconfitta.

### Statistiche dei giocatori
| O. Atilgan        | 15 | 1  | 4 | 0 |
| D. Bindemann      | 12 | 8  | 2 | 0 |
| J. Borgmann       | 17 | 2  | 3 | 0 |
| D. Daube          | 24 | 1  | 4 | 0 |
| M. Dedović        | 7  | 0  | 0 | 0 |
| O. Erdogan        | 28 | 0  | 5 | 0 |
| L. Frenkert       | 25 | 3  | 6 | 0 |
| J. Grodowski      | 32 | 8  | 3 | 0 |
| N. Heidemann      | 32 | 0  | 3 | 1 |
| M. Hoffmeier      | 33 | 1  | 7 | 0 |
| J. Holtby         | 29 | 3  | 3 | 0 |
| D. Klann          | 26 | 0  | 0 | 0 |
| A. Langlitz       | 36 | 12 | 6 | 0 |
| N. Mekonnen       | 11 | 0  | 2 | 0 |
| J. Möbius         | 18 | 1  | 2 | 0 |
| W. Møller         | 7  | 1  | 1 | 0 |
| M. Niehues        | 32 | 0  | 2 | 0 |
| G. Przondziono    | 11 | 0  | 1 | 0 |
| N. Remberg        | 38 | 3  | 4 | 1 |
| S. Rüschenschmidt | 0  | 0  | 0 | 0 |
| J. Schauerte      | 38 | 4  | 1 | 0 |
| S. Scherder       | 38 | 4  | 9 | 0 |
| J. Schwadorf      | 21 | 4  | 1 | 0 |
| O. Touray         | 12 | 1  | 3 | 0 |
| G. Wegkamp        | 17 | 8  | 1 | 0 |
| S. Westphal       | 1  | 0  | 0 | 0 |
| B. Zahn           | 18 | 3  | 2 | 0 |
| R. van Eijma      | 11 | 0  | 0 | 1 |